# Choroba popromienna
Choroba popromienna – zespół objawów klinicznych spowodowany przez promieniowanie jonizujące w wysokiej dawce (zazwyczaj więcej niż 1 Gy w ostrej chorobie popromiennej, poniżej tej wartości w przewlekłej chorobie popromiennej) oddziałujące na całe ciało lub jego dużą powierzchnię (ponad 60%).
Przyczyną choroby popromiennej jest zwykle ekspozycja na nadmierne dawki promieniowania w następstwie wypadków radiacyjnych (np. wskutek wadliwego działania reaktora jądrowego), a także narażenie na promieniowanie przy wybuchu jądrowym. Choroba popromienna może być także skutkiem pochłonięcia pierwiastków i izotopów promieniotwórczych (np. drogą doustną).
W zależności od dawki promieniowania, czasu jej pochłonięcia i indywidualnej podatności choroba popromienna może mieć przebieg ostry lub przewlekły.

## Ostra choroba popromienna
Objawy ostrej choroby popromiennej występują w kilka do kilkudziesięciu godzin po napromieniowaniu.

### Postać subkliniczna
Pochłonięta dawka: 0,5–2 Gy.
Objawy: ogólne osłabienie, zmniejszenie ilości limfocytów we krwi obwodowej (limfopenia) występujące kilkanaście dni po napromieniowaniu.
Bezpośrednia przyczyna: depresja narządów limfatycznych (limfocyty są najbardziej promieniowrażliwymi komórkami u człowieka).
Śmiertelność u człowieka: 0%.

### Postać hematologiczna
Pochłonięta dawka: 2–4 Gy.
Objawy: ogólne osłabienie, zmniejszenie ilości limfocytów we krwi obwodowej (limfopenia) występujące kilka dni po napromieniowaniu, później niedokrwistość i obniżenie odporności ustroju, niekiedy skaza krwotoczna.
Bezpośrednia przyczyna: depresja szpiku.
Śmiertelność u człowieka: do 25% chorych.

### Postać jelitowa
Pochłonięta dawka: 4–8 Gy.
Objawy: dominują objawy ze strony przewodu pokarmowego z charakterystycznymi krwawymi biegunkami, skaza krwotoczna oraz zaburzenia gospodarki wodno-elektrolitowej z obrzękami. Objawy pojawiają się wkrótce po napromieniowaniu, najpóźniej do kilkunastu godzin.
Bezpośrednia przyczyna: popromienne uszkodzenie nabłonka przewodu pokarmowego z pojawieniem się owrzodzeń.
Śmiertelność u człowieka: 50–100% chorych.

### Postać mózgowa
Pochłonięta dawka: 8–50 Gy.
Objawy: drgawki, utrata przytomności wkrótce po napromieniowaniu.
Bezpośrednia przyczyna: uszkodzenie przewodnictwa nerwowego, zwłaszcza synaptycznego.
Śmiertelność: 100% napromieniowanych (jest to postać obserwowana u zwierząt doświadczalnych; u człowieka może być ona obserwowana przy wypadkach radiacyjnych, przy bardzo dużej dawce pochłoniętej).
Kanadyjski fizyk i chemik Louis Slotin, który brał udział w projekcie „Manhattan”, został śmiertelnie napromieniowany dawką 21 Gy. Zmarł na skutek ostrej choroby popromiennej 9 dni po wypadku w Los Alamos National Laboratory.

### Postać enzymatyczna
Pochłonięta dawka: powyżej 50 Gy.
Objawy: utrata przytomności, prawie natychmiastowa śmierć.
Bezpośrednia przyczyna: zablokowanie aktywności enzymatycznej w wyniku bezpośredniego rozerwania wiązań chemicznych białek enzymatycznych przez kwanty promieniowania jonizującego (tzw. efekt tarczy).
Śmiertelność: 100% napromienionych (jest to postać obserwowana u zwierząt eksperymentalnych, poddanych napromienieniu o bardzo dużej mocy). Przykładowe wypadki radiacyjne, w których ludzie ulegli napromieniowaniu dawką powyżej 50 Sv (>5000 REM):
- operator, który otrzymał od 60 do 180 Sv (18 000 REM) na górną część ciała w wypadku w Los Alamos, w stanie Nowy Meksyk (Stany Zjednoczone) 30 grudnia 1958; zmarł po 36 godzinach;
- w wypadku w Wood River Junction, w stanie Rhode Island (Stany Zjednoczone) 24 lipca 1964 jeden z pracowników otrzymał dawkę 100 Sv (10 000 REM); zmarł po 49 godzinach.

## Przewlekła choroba popromienna
Mianem przewlekłej choroby popromiennej określa się odległe skutki jednorazowego napromieniowania, bądź skutki będące efektem długotrwałego narażenia na powtarzające się dawki promieniowania. Ujawniają się one po kilku-kilkunastu latach. Do głównych jej skutków należą:
- zwiększona zapadalność na nowotwory złośliwe (zwłaszcza nowotwory układu krwiotwórczego: białaczki i chłoniaki oraz nowotwory tarczycy, układu kostnego a także glejaki),
- przyspieszone starzenie się i skrócenie życia,
- bezpłodność (zwykle przemijająca),
- uszkodzenia genomu komórek płciowych (zwiększona liczba wad wrodzonych u potomstwa),
- zaburzenia hormonalne,
- zaćma.

## Ogólny patomechanizm choroby popromiennej
Promieniowanie jonizujące wnikające do ustroju żywego powoduje radiolizę wody zawartej w tkankach. Uwolnione w jej wyniku rodniki tlenowe i wodorotlenowe utleniają pary zasad purynowych i pirymidynowych oraz rozrywają łańcuchy kwasów nukleinowych (DNA i RNA), powodując uszkodzenie cząsteczki. Skutkiem tego oddziaływania są mutacje genetyczne lub martwica komórek. Szczególnie wrażliwe na oddziaływanie rodników tlenowych i wodorotlenowych są te odcinki DNA, które ulegają procesowi replikacji, a zatem w komórkach które ulegają podziałowi mitotycznemu (znajdują się w fazie S, G2 lub M cyklu komórkowego). Fakt ten tłumaczy słuszność prawa Bergonie i Tribondeau, określającego wrażliwość tkanek na promieniowanie. Prawo to głosi, że promieniowrażliwość tkanek jest wprost proporcjonalna do aktywności proliferacyjnej danej tkanki i odwrotnie proporcjonalna do stopnia jej zróżnicowania (dojrzałości).
Nadmierna ilość wolnych rodników blokuje wiele enzymów wewnątrzkomórkowych, zwłaszcza katalazy i peroksydazy.
Przy wyższej gęstości promieniowania i wysokiej energii promieniowania (powyżej 100 keV) istotną rolę w wywołaniu skutków choroby popromiennej odgrywa bezpośrednie oddziaływanie promieniowania na materię, pod postacią efektu Comptona. Uważa się, że ta postać oddziaływania ma znaczenie w postaciach mózgowej i enzymatycznej choroby popromiennej.

## Środki radiomimetyczne
Opisany powyżej mechanizm uszkodzenia tkanek, polegający na rozrywaniu wiązań wodorowych kwasów nukleinowych, „naśladują” niektóre substancje chemiczne, nazywane środkami alkilującymi. Prototypem takiej substancji jest iperyt siarkowy. Pochodne iperytu (wykorzystywane jako leki) oraz inne substancje z grupy leków alkilujących są wykorzystywane w chemioterapii onkologicznej. Objawy uboczne ich stosowania (zwłaszcza przy wysokim dawkowaniu) do pewnego stopnia mogą przypominać objawy choroby popromiennej.